# Alexandru Sirițeanu
Alexandru Sirițeanu, född den 16 april 1984, är en rumänsk fäktare som tog OS-silver i herrarnas lagtävling i sabel i samband med de olympiska fäktningstävlingarna 2012 i London.